# Euonthophagus schnabeli
Euonthophagus schnabeli är en skalbaggsart som beskrevs av Splichal 1910. Euonthophagus schnabeli ingår i släktet Euonthophagus och familjen bladhorningar. Inga underarter finns listade i Catalogue of Life.